# الملاحن
كتاب الملاحِن من كتب اللغة لابن دريد، قال في مقدمة كتابه (الملاحِن):
| الملاحن | "..هذا كتاب ألفناه ليفزع إليه المُجبر المضطهد على اليمين المكرَه عليها، فيعارض بما رسمناه ويضمر خلاف ما يظهر ليسلم من عادية الظالم ويتخلص من جنف الغاشم.." وملاحنة الرجلين: «مفاطنة أحدهما للآخر باستخراج فحوى كلامه وما في نيته وضميره، كأن تقول ما رأيته: أي ما ضربت رئته، وما كلَمْتُه: أي ما جرحته، وهكذا». | الملاحن |